# Dirk Sanders (labdarúgó)
Dirk Sanders (Torhout, 1955. szeptember 30. –) belga labdarúgó, középpályás, edző.

## Pályafutása

### Játékosként
1973 és 1978 között a Club Brugge labdarúgója volt, ahol három belga bajnoki címet és egy kupagyőzelmet szerzett. Tagja volt az 1975–76-os idényben UEFA-kupadöntős és az 1977–78-as idényben BEK-döntős együttesnek. 1978 és 1985 között a KRC Harelbeke csapatában szerepelt. 1985–86-ban az FC Eeklo együttesében fejezte be az aktív játékot.

### Edzőként
1986 és 1991 között dolgozott edzőként alsóbb osztályú csapatoknál (SV Wevelgem, SK Oostnieuwkerke, SK Torhout, SK Eenegem)

## Sikerei, díjai
Club Brugge
- Belga bajnokság
  - bajnok (3): 1975–76, 1976–77, 1977–78
- Belga kupa
  - győztes: 1977
- Bajnokcsapatok Európa-kupája (BEK)
  - döntős: 1977–78
- UEFA-kupa
  - döntős: 1975–76